# .ss
.ss ist die länderspezifische Top-Level-Domain (ccTLD) des Staates Südsudan. Sie wurde am 31. August 2011 von der IANA eingeführt, wird jedoch erst seit Anfang  2019 genutzt. Ursprünglich bestätigte im April 2013 ein Vertreter des staatlichen Ministeriums für Telekommunikation, man bereite die Freigabe der ccTLD vor und wolle noch in diesem Jahr ermöglichen, .ss-Domains zu registrieren. Mit Stand Februar 2019 ist die Domain in der Root Zone eingetragen und somit nutzbar.